# Cappella della Madonna dell'Uccellino
La cappella della Madonna dell'Uccellino si trova a Sarteano, in provincia di Siena.

## Storia e descrizione

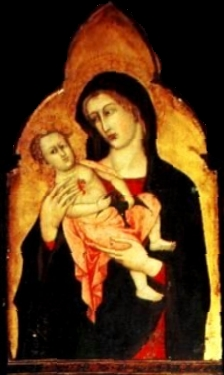
Madonna col bambino, Jacopo di Mino del Pellicciaio (attribuita)

La cappella conserva sulla parete dell'unico altare un dipinto murale di scuola senese della metà del XIV secolo raffigurante la Madonna col Bambino, forse di Jacopo di Mino del Pellicciaio, circondato da una cornice in stucco commissionata nel 1699.
Il complesso è stato recentemente restaurato.